# Lista de deputados estaduais de Rondônia da 2.ª legislatura
Esta é a lista de deputados estaduais de Rondônia eleitos para a legislatura 1987–1991. Nas eleições estaduais, foram eleitos 24 deputados estaduais.

## Composição das bancadas
| Partido | Líder                | Bancada | Posição      |
| ------- | -------------------- | ------- | ------------ |
| PMDB    | Reditario Cassol     | 13 / 24 | Governo      |
| PFL     | Osvaldo Piana        | 6 / 24  | Oposição     |
| PT      | Nilton Caetano       | 2 / 24  | Oposição     |
| PDC     | João Batista de Lima | 1 / 24  | Independente |
| PDS     | Luiz Gonzaga         | 1 / 24  | Oposição     |
| PDT     | Heitor Costa         | 1 / 24  | Oposição     |

## Deputados Estaduais
Foram eleitos 24 deputados estaduais para a Assembleia Legislativa de Rondônia. Foram apurados 281.507 votos nominais e de legenda (70,71%), 88.356 votos em branco (22,20%) e 28.234 votos nulos (7,09%) resultando no comparecimento de 398.097 eleitores.
| Número | Deputados estaduais eleitos | Partido | Votação | Percentual | Cidade onde nasceu | Unidade federativa  |
| 15111  | Joselita Araújo             | PMDB    | 8.022   | 2,85%      | Várzea Alegre      | Ceará               |
| 15123  | Vicente Homem Sobrinho      | PMDB    | 6.254   | 2,22%      | Gaurama            | Rio Grande do Sul   |
| 15777  | Pedro Kemper                | PMDB    | 6.240   | 2,22%      | Joaçaba            | Santa Catarina      |
| 15128  | Ernandes Amorim             | PMDB    | 6.093   | 2,16%      | Itagibá            | Bahia               |
| 15140  | Odaísa Fernandes            | PMDB    | 5.783   | 2,05%      | Porto Acre         | Acre                |
| 15888  | Reditario Cassol            | PMDB    | 5.067   | 1,80%      | Concórdia          | Santa Catarina      |
| 15073  | Sidney Guerra               | PMDB    | 5.051   | 1,79%      | Sorocaba           | São Paulo           |
| 15006  | Sadraque Muniz              | PMDB    | 4.938   | 1,75%      | Medina             | Minas Gerais        |
| 15715  | Rigomero Agra               | PMDB    | 4.841   | 1,72%      | Rio de Janeiro     | Rio de Janeiro      |
| 15151  | Acelino Marcon              | PMDB    | 4.589   | 1,63%      | Terra Rica         | Paraná              |
| 15003  | Osmar Vilhena               | PMDB    | 4.458   | 1,58%      | Miguel Calmon      | Bahia               |
| 15999  | Manoel Messias              | PMDB    | 4.254   | 1,51%      | Recife             | Pernambuco          |
| 25777  | Amizael Silva               | PFL     | 4.109   | 1,46%      | Campina Grande     | Paraíba             |
| 15222  | Genival Nunes               | PMDB    | 4.055   | 1,44%      | Humaitá            | Amazonas            |
| 25800  | José do Prado               | PFL     | 3.607   | 1,28%      | Araruna            | Paraná              |
| 17005  | João Batista de Lima        | PDC     | 3.494   | 1,24%      | Itapemirim         | Espírito Santo      |
| 25511  | Toninho Geraldo             | PFL     | 3.255   | 1,16%      | Guajará-Mirim      | Rondônia            |
| 11611  | Luiz Gonzaga da Costa       | PDS     | 3.129   | 1,11%      | Umarizal           | Rio Grande do Norte |
| 25123  | Osvaldo Piana               | PFL     | 2.965   | 1,05%      | Porto Velho        | Rondônia            |
| 25015  | Edson Fidelis               | PFL     | 2.934   | 1,04%      | Apucarana          | Paraná              |
| 25650  | Silvernani Santos           | PFL     | 2.767   | 0,98%      | Trairi             | Ceará               |
| 12500  | Heitor Costa                | PDT     | 2.307   | 0,82%      | Uberaba            | Minas Gerais        |
| 13117  | Neri Ferigolo               | PT      | 1.752   | 0,62%      | Caiçara            | Rio Grande do Sul   |
| 13666  | Nilton Caetano              | PT      | 1.481   | 0,53%      | Garanhuns          | Pernambuco          |